# Drahnsdorf
Drahnsdorf là một đô thị thuộc huyện Dahme-Spreewald in Brandenburg, Đức. Đô thị Drahnsdorf có diện tích 26,92 km², dân số thời điểm 31 tháng 12 năm 2006 là 648 người.